# Getreidegasse
Getreidegasse (německy Obilná ulička) je rušná nákupní ulice v historické části Altstadtu (Staré Město) v rakouském Salcburku, které je od roku 1996 jako celek zapsáno na seznam Světového dědictví UNESCO.

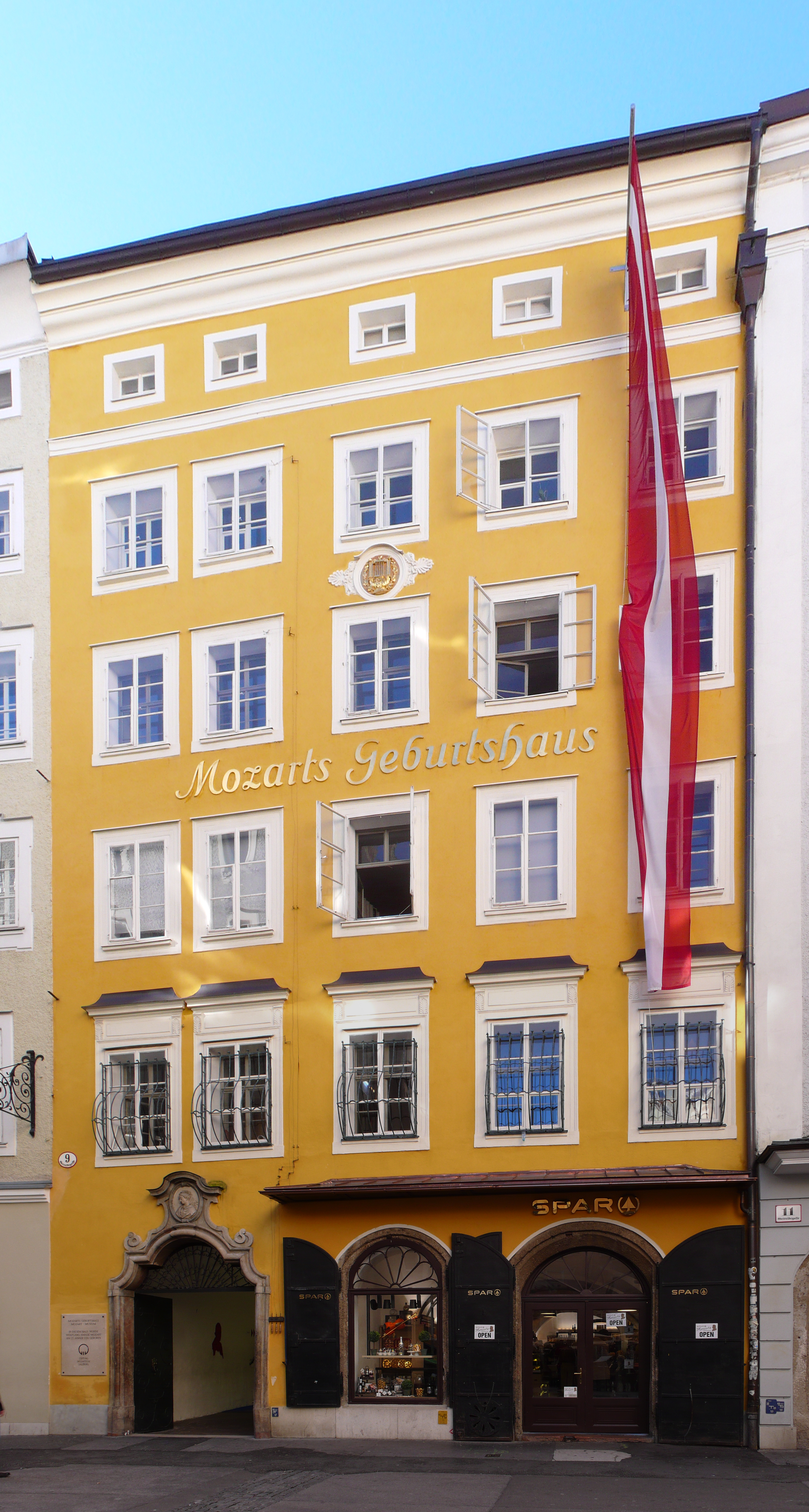
Mozartův rodný dům

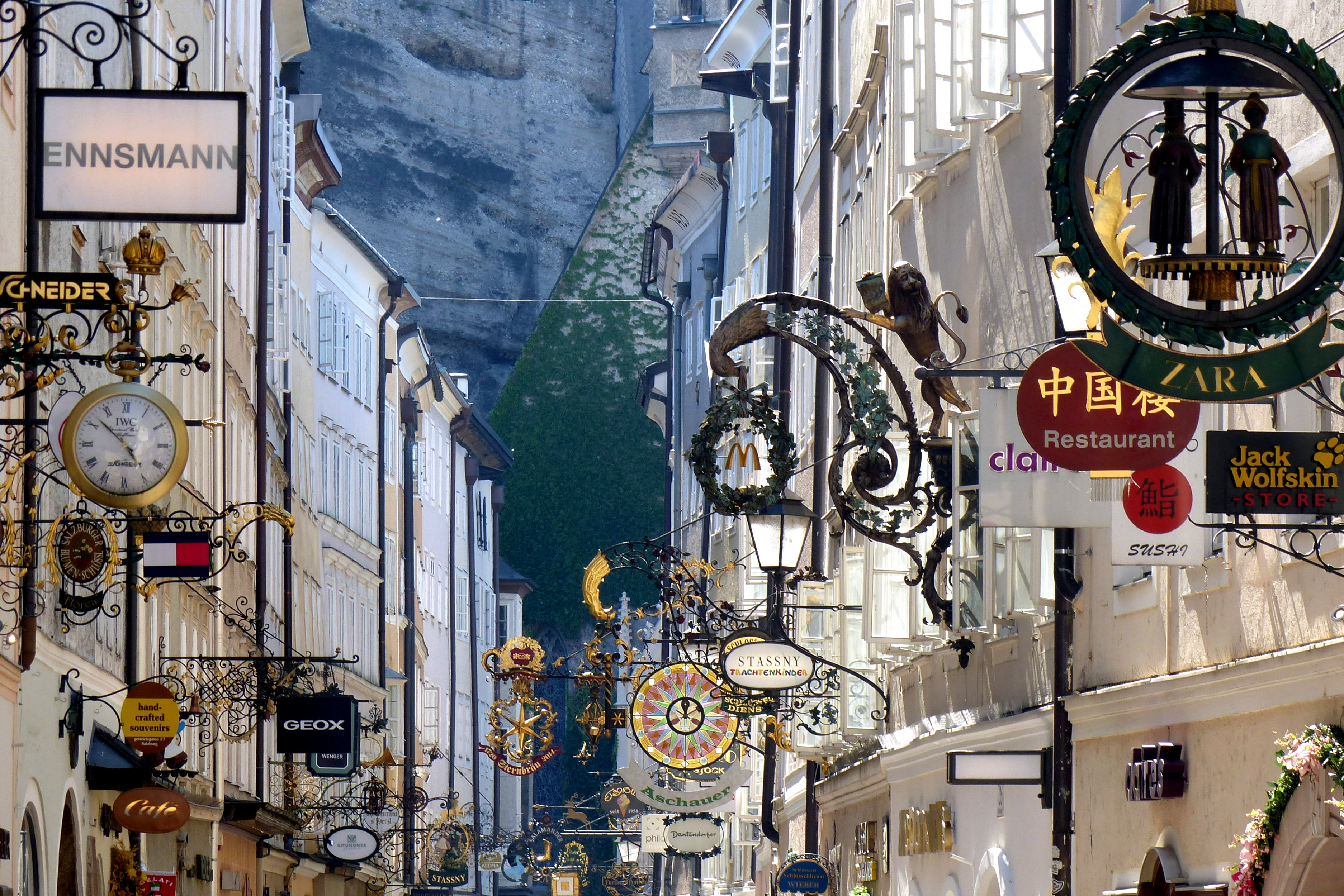
Getreidegasse

Dům číslo 9 je rodný dům Wolfganga Amadea Mozarta, ve kterém žil až do svých 17 let.
Getreidegasse prochází východo-západním směrem samotným středem města souběžně s řekou Salzachem. Je součástí pěší zóny v salcburské čtvrti Staré Město. První zmínka o ní jako o Trabegasse (z německého traben "utíkat, klusat") je z doby kolem roku 1150, kdy ulice vedla z historického Salcburku obchodního centra do severozápadního předměstí Mülln. Od té doby se její název několikrát změnil, až se ustálil na dnešní Obilné uličce. Ve 14. století obdrželo město od knížete-arcibiskupa právo skladu, které nutilo i projíždějící obchodníky, aby své zboží aspoň tři dny vystavili a prodávali. Getreidegasse se následně stala preferovanou rezidenční čtvrtí bohatých salcburských měšťanů a městských úředníků. Řada domů ukrývá pitoreskní průchody a dvorky.
V posledních desetiletích se množství historických obytných domů změnilo v obchodní prostory. Getreidegasse je jednou z turisticky nejnavštěvovanějších lokalit města, magistrát města se opakovaně snaží o zachování autentického charakteru ulice.

## Významní obyvatelé
- August Bebel (1840–1913), politik, pracoval jako učedník v truhlářské dílně v č. 3 mezi roky 1859 a 1860
- Mozartův rodný dům v Getreidegasse č. 9, kde žili manželé Leopold a Anna Maria Mozartová od své svatby roku 1747. Kromě Wolfganga se zde narodila také jeho starší sestra Maria Anna (Nannerl). Roku 1773 se rodina přestěhovala na nedaleký Hannibalplatz (dnes Makartplatz). Od roku 1880 v budově sídlí Mozartovo muzeum řízené Mezinárodní nadací Mozarteum.
- Adrian Ludwig Richter (1803–1884), malíř, v létě 1823 bydlel v č. 21
- Salome Altová (1568–1633), milenka knížete-arcibiskupa Volfa Dětřicha z Raitenau, byla kolem roku 1620 majitelkou pivovarského domu v č. 33